# Adriano Tournon
Adriano Tournon (Pavia, 20 ottobre 1883 – Torino, 13 settembre 1978) è stato un ingegnere, imprenditore e politico italiano.
Il Conte Adriano Tournon fu il Podestà di Vercelli dal 1920 al 1931.